# روزنامه‌نگاری موسیقی

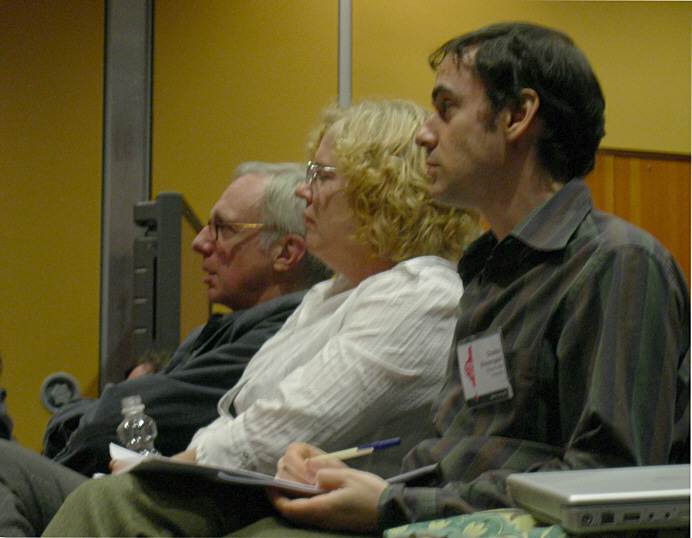
تعدادی از روزنامه‌نگاران موسیقی (از چپ به راست) رابرت کریستگاو، ان پاورز و چارلز کروننگولد، استاد موسیقی‌شناسی در در کنفرانس پاپ ۲۰۰۷

روزنامه‌نگاری موسیقی (یا «انتقاد موسیقی») انتقاد و گزارش رسانه‌ها دربارهٔ موضوعات موسیقی از جمله موسیقی عامه‌پسند، موسیقی کلاسیک و موسیقی فولکلور است. روزنامه نگاران نوشتن دربارهٔ موسیقی به عنوان تفسیری دربارهٔ آنچه که به عنوان موسیقی کلاسیک در نظر گرفته شده‌است را در قرن هجدهم آغاز کردند. در دهه ۱۹۶۰، روزنامه‌نگاری موسیقی پس موفقیت بیتلز، با پوشش موسیقی محبوب مانند راک و پاپ آغاز شد. در فضای امروزه روزنامه‌نگاری موسیقی شامل بررسی ترانه‌ها، آلبوم‌ها و کنسرت‌های زنده، نمایه هنرمندان ضبط و گزارش اخبار هنرمندان و رویدادهای موسیقی است.